# Заслуженный работник социальной защиты Республики Беларусь
«Заслуженный работник социальной защиты Республики Беларусь» (бел. Заслужаны работнік сацыяльнай абароны Рэспублікі Беларусь) — почётное звание в Республике Беларусь. Присваивается по распоряжению Президента Республики Беларусь работникам социальной защиты за заслуги в профессиональной деятельности.

## Порядок присваивания

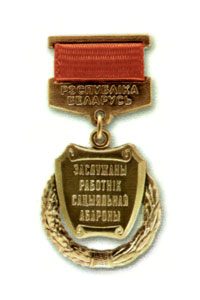
Изображение награды до 2020 года

Присваиванием почётных званий Республики Беларусь занимается Президент Республики Беларусь, решение о присвоении оформляется его указами. Государственные награды (в том числе почётные звания) вручает лично Президент либо его представители. Присваивание почётных званий Республики Беларусь производится на торжественной церемонии, государственная награда вручается лично награждённому, а в случае присваивания почётного звания выдаётся и свидетельство. Лицам, удостоенным почётных званий Республики Беларусь, вручают нагрудный знак.

## Требования
Почетное звание «Заслуженный работник социальной защиты Республики Беларусь» присваивается высокопрофессиональным работникам организаций системы социальной защиты населения, работающим в этой области не менее 15 лет, за заслуги в организации социальной помощи гражданам, их пенсионного обеспечения, во внедрении разных форм и видов благотворительности, в развитии научных исследований по важнейшим направлениям социальной защиты населения.